# Roshanak Wardak
Roshanak Wardak (en pachto: روشنک وردگ; en dari: روشنک وردگ) née en 1962, est une gynécologue afghane et ancienne femme politique de la province de Maidan Wardak. En 2021, elle est nommée dans la liste des 100 femmes de la BBC, aux côtés d'une cinquantaine d'autres femmes afghanes.

## Biographie

### Carrière médicale
Pendant la guerre civile afghane au début des années 1990, au cours de laquelle son père est tué, Roshanak Wardak se réfugie au Pakistan, où elle offre une assistance médicale à ses camarades réfugiés,. Elle retourne ensuite en Afghanistan et commence à pratiquer la gynécologie en 1996 après avoir appris que plus de 40 femmes sont mortes en couches dans sa province natale de Maidan Wardak. Elle ouvre sa première clinique cette année-là, peu avant le début du régime taliban. Pendant cette période, Roshanak Wardak est la seule femme médecin exerçant dans la province de Maidan Wardak, elle défit en outre les normes en refusant de porter la burqa, tout en adhérant aux codes vestimentaires islamiques,. Wardak reprend son travail de médecin à temps plein après la fin de sa carrière politique en 2010.

### Carrière politique
Le père et le grand-père de Roshanak Wardak sont tous deux des hommes politiques locaux. Lors des élections parlementaires de 2005 (en), elle se présente comme candidate indépendante et est élue membre de la Chambre du peuple pour la province de Maidan Wardak. Au cours de son mandat de députée, Wardak critique l'intervention militaire occidentale en Afghanistan et soutient l'établissement de relations avec les talibans pour parvenir à des accords plus durables et prévenir de nouveaux conflits. Elle salue également les éléments mis en place par le gouvernement taliban à la fin des années 1990, notamment le niveau de sécurité qu'ils ont apporté au pays; elle se montre cependant plus critique à l'égard de l'insurrection talibane qui a suivi, qu'elle compare à un groupe de criminels. Roshanak Wardak critique également les talibans pour leur position sur l'éducation des femmes, commentant en 2010 le fait que la province de Maidan Wardak n'a pas d'écoles pour filles dans ses districts pachtounes où le soutien aux talibans est le plus élevé. Elle continue à travailler à temps partiel comme médecin dans un hôpital de Saydabad (en) pendant son mandat de députée. Après les élections parlementaires de 2010, Roshanak Wardak cesse d'être député, au cours de la campagne électorale, elle a reçu des menaces de la part de responsables talibans et a accusé d'autres candidats de bourrage d'urnes,.
Roshanak Wardak salue d'abord le retour au pouvoir des talibans après la chute de Kaboul en août 2021, estimant que le précédent gouvernement dirigé par Ashraf Ghani était corrompu. Depuis, elle est devenue plus critique à l'égard du régime, notamment en ce qui concerne sa position sur l'éducation des filles, et plaide publiquement pour la réouverture des écoles de filles dans tout le pays,.

### Vie privée
Roshanak Wardak naît et grandit dans la province de Maidan Wardak, en Afghanistan. Depuis 2021, elle est célibataire et vit à Saydabad, où elle dirige une clinique privée,,.

## Récompenses
Elle fait partie de la liste des 100 femmes de la BBC en 2021.